# Euidotea durvillei
Euidotea durvillei är en kräftdjursart som beskrevs av Gary C.B. Poore och Lew Ton 1993. Euidotea durvillei ingår i släktet Euidotea och familjen tånglöss.
Artens utbredningsområde är havet kring Nya Zeeland. Inga underarter finns listade i Catalogue of Life.